# Charles Dennis Adams
Pour les articles homonymes, voir Charles Adams (homonymie) et Adams.
Charles Dennis Adams (1920-2005) est un botaniste britannique, taxonomiste et spécialiste de la flore tropicale.

## Biographie
Il commence sa carrière au University College of Gold Coast –  aujourd'hui Université du Ghana – , consacre alors une série de publications aux ptéridophytes et Composées et identifie de nouvelles espèces.
Par la suite il est nommé à l'Université des Indes occidentales et étudie la flore de la Jamaïque.
Il termine sa carrière à Londres, en tant qu'assistant honoraire du Musée d'histoire naturelle.

## Sélection de publications
- Flowering plants of Jamaica, 1972